# Football Club Igea Virtus Barcellona 2009-2010
Questa voce raccoglie le informazioni riguardanti  il Football Club Igea Virtus Barcellona nelle competizioni ufficiali della stagione 2009-2010.